# Hynek Bočan
Hynek Bočan (* 29. dubna 1938 Praha) je český filmový a televizní scenárista a režisér. Po absolutoriu pražské FAMU v roce 1961 spolupracoval na Barrandově nejprve jakožto asistent režie s režiséry Jindřichem Polákem, Karlem Kachyňou a Jiřím Weissem.
Od roku 1965 začal jako režisér točit samostatně. Kromě klasických celovečerních filmů se jedná i o výrazného tvůrce televizního. Mezi jeho nejznámější a nejzdařilejší televizní seriály patří Záhada hlavolamu, Přítelkyně z domu smutku či Zdivočelá země, z jeho filmové tvorby pak snímky Soukromá vichřice, Čest a sláva či Plavení hříbat.

## Ocenění
- V roce 2013 byl oceněn Cenou Josefa Škvoreckého za čtyři řady Zdivočelé země.[1]
- V roce 2021 byl oceněn cenou Český lev za celoživotní přínos české kinematografii.
- V roce 2024 získal na Zlín Film Festivalu ocenění Zlatý střevíček za mimořádný přínos kinematografii pro děti a mládež.[2]

## Filmografie, výběr

### Film
- 1965 Nikdo se nebude smát
- 1967 Soukromá vichřice
- 1968 Čest a sláva
- 1968 Pasťák
- 1974 Muž z Londýna
- 1975 Tak láska začíná
- 1976 Plavení hříbat
- 1976 Parta hic
- 1978 Tvář za sklem
- 1980 Půl domu bez ženicha
- 1986 Smích se lepí na paty
- 1981 Pytláci
- 1982 Vinobraní
- 1984 S čerty nejsou žerty
- 1991 O zapomnětlivém černokněžníkovi
- 1997 Bumerang

### Televize
- 1969 Záhada hlavolamu (TV seriál)
- 1970 Zvláštní případ
- 1983 Svatební cesta do Jiljí
- 1985 Slavné historky zbojnické (TV seriál)
- 1988 Druhý dech (TV seriál)
- 1991 Co teď a co potom? (TV seriál)
- 1992 Přítelkyně z domu smutku (TV seriál)
- 1994 O zvířatech a lidech (TV seriál)
- 1995 Když se slunci nedaří (TV seriál)
- 1997 Zdivočelá země (TV seriál)
- 1999 Hotel Herbich (TV seriál)
- 2001 Zdivočelá země II. (TV seriál)
- 2003 Nemocnice na kraji města po dvaceti letech (TV seriál)
- 2006 Poslední sezóna (TV seriál)
- 2008 Zdivočelá země III. (TV seriál)
- 2009 Láska rohatá (TV film)
- 2014 Piknik (TV film)